# SuperActivo
SuperActivo es el disco debut de la banda de funk y rock chilena Papanegro. En este disco aparecen algunos de sus mayores éxitos, como «Todo está bien», «Papanegro», «Wokman» y «Cortentrete». Gracias a este disco, fueron nominados al Premio Altazor de las Artes en 2004 como «Mejor disco de rock».

## Lista de temas
| Super Activo |                     |          |  |
| N.º          | Título              | Duración |  |
| 1.           | «Papanegro»         | 2:38     |  |
| 2.           | «Suspensión»        | 3:48     |  |
| 3.           | «Alegre»            | 4:03     |  |
| 4.           | «Cortentrete»       | 3:15     |  |
| 5.           | «Emotion»           | 2:50     |  |
| 6.           | «Todo está bien»    | 3:23     |  |
| 7.           | «Mario teme»        | 4:25     |  |
| 8.           | «Drama»             | 1:03     |  |
| 9.           | «Soul on Attack»    | 3:20     |  |
| 10.          | «Cronnos»           | 4:05     |  |
| 11.          | «Violeta madrugada» | 4:19     |  |
| 12.          | «Wokman»            | 3:09     |  |
| 13.          | «Vientre mar»       | 3:09     |  |
| 14.          | «Piririsoso»        | 3:23     |  |
| 15.          | «Yuriwisloin»       | 13:27    |  |
| 1:00:05      |                     |          |  |

- Datos: Q2214779